# Museo dell'immagine
Il museo dell'immagine  (in svedese BildMuseet) è un luogo espositivo per l'arte contemporanea, la fotografia, l'architettura, il design e altre forme di cultura visiva ubicato a Umeå in Svezia.

## La storia
È fondato nel 1981 presso l'Università di Umeå. Nel 2012, il museo è stato spostato nella sede del Campus di Arte (Umeå Arts Campus). Affacciato sul fiume Ume, il nuovo edificio progettato, tra 2009 e 2012, da Henning Larsen Architects si sviluppa su sette piani, con un'altezza 36 metri e una base di 22 x 22 metri. Sono presente tre sale espositive di grandi dimensioni (con soffitti alti 5,5 metri) una sopra l'altra, un auditorium, un laboratorio per bambini e spazi riservati per l'amministrazione. Come gli altri edifici del Campus di Arte, la facciata dell'edificio è rivestito con pannelli di larice siberiano, con ampie finestre.
Nel 2014, il museo ha ricevuto la menzione speciale dal Premio del museo europeo dell'anno. Alla fine del 2017 il quotidiano britannico The Telegraph ha inserito il Bildmuseet tra i "42 incredibili musei da visitare nella vita".